# Bifurcation de Ceyras
 (juin 2025).
Motif : Pas de sources. Voir Discussion:Échangeur de Shimukappu/Admissibilité.
- Archive Wikiwix
- Bing
- Cairn
- DuckDuckGo
- E. Universalis
- Gallica
- Google
- G. Books
- G. News
- G. Scholar
- Persée
- Qwant
- (zh) Baidu
- (ru) Yandex
- (wd) trouver des œuvres sur Wikidata

| 1. | Préciser le motif de la pose du bandeau. | Précisez le motif de la pose du bandeau en utilisant la syntaxe suivante : {{admissibilité à vérifier\|date=juin 2025\|motif=remplacez ce texte par le motif}}                             |
| 2. | Informer les utilisateurs concernés.     | Pensez à avertir le créateur de l'article, par exemple, en insérant le code ci-dessous sur sa page de discussion : {{subst:avertissement admissibilité à vérifier\|Bifurcation de Ceyras}} |

La bifurcation de Ceyras est une bifurcation de trois branches entre les autoroutes A75 et A750. La bifurcation est située sur la commune de Ceyras près de Clermont-l'Hérault dans le département de l'Hérault.

## Directions
- Vers l'est, l'autoroute A750 part en direction de Montpellier (40 km).
- Vers le nord, l'autoroute A75 part en direction de Millau (80 km) et de Clermont-Ferrand (300 km).
- Vers le sud, l'autoroute A75 part en direction de Béziers (50 km) et Barcelone (300 km). La direction « Barcelone » est indiquée sur les panneaux.